# ویکی‌سفر اسپانیایی
ویکی‌سفر اسپانیایی نسخهٔ زبان اسپانیایی وب‌گاه ویکی‌سفر است؛ که در تاریخ ۷ ژانویه ۲۰۱۳ ایجاد گردید.

## تاریخچه
نسخه زبان اسپانیایی ویکی‌سفر هم اکنون، با بیش از ۲۱۳۶ راهنمای سفر، در ردهٔ یازدهم ویکی‌سفرها قرار دارد.